# Partecipanti al Giro di Norvegia 2023
Elenco dei partecipanti al Giro di Norvegia 2023.
Il Giro di Norvegia 2023 è stato la dodicesima edizione della corsa. Alla competizione presero parte diciannove squadre: otto con licenza UCI World Tour 2023, sette UCI ProTeam, tre UCI Continental Team e una selezione nazionale.
Accreditati alla partenza 113 ciclisti.

## Corridori per squadra
Nota: R ritirato, NP non partito, FT fuori tempo, SQ squalificato
| Alpecin-Deceuninck       | Alpecin-Deceuninck       | Alpecin-Deceuninck       | Ineos Grenadiers                  | Ineos Grenadiers                  | Ineos Grenadiers                  | Bora-Hansgrohe         | Bora-Hansgrohe         | Bora-Hansgrohe         |
| ------------------------ | ------------------------ | ------------------------ | --------------------------------- | --------------------------------- | --------------------------------- | ---------------------- | ---------------------- | ---------------------- |
| N°                       | Ciclista                 | Clas.                    | N°                                | Ciclista                          | Clas.                             | N°                     | Ciclista               | Clas.                  |
| 1                        | Maurice Ballerstedt      | 83°                      | 11                                | Joshua Tarling                    | 43°                               | 21                     | Shane Archbold         | R 3ª                   |
| 2                        | Dries De Bondt           | 99°                      | 12                                | Leo Hayter                        | 81°                               | 22                     | Marco Haller           | 64°                    |
| 3                        | Robbe Ghys               | 77°                      | 13                                | Luke Plapp                        | 108°                              | 23                     | Jordi Meeus            | 35°                    |
| 4                        | Axel Laurance            | 20°                      | 14                                | Magnus Sheffield                  | 2°                                | 24                     | Ide Schelling          | 49°                    |
| 5                        | Edward Planckaert        | 39°                      | 15                                | Connor Swift                      | 65°                               | 25                     | Jonas Koch             | 26°                    |
| 6                        | Luca Vergallito          | 15°                      | 16                                | Ben Tulett                        | 1°                                | 26                     | Ben Zwiehoff           | 12°                    |
| EF Education-EasyPost    | EF Education-EasyPost    | EF Education-EasyPost    | Jumbo-Visma                       | Jumbo-Visma                       | Jumbo-Visma                       | Team DSM               | Team DSM               | Team DSM               |
| N°                       | Ciclista                 | Clas.                    | N°                                | Ciclista                          | Clas.                             | N°                     | Ciclista               | Clas.                  |
| 31                       | Odd Christian Eiking     | 11°                      | 41                                | J. Staune-Mittet                  | 23°                               | 51                     | Romain Combaud         | 50°                    |
| 32                       | Jens Keukeleire          | 63°                      | 42                                | Gijs Leemreize                    | 28°                               | 52                     | Marco Brenner          | 10°                    |
| 33                       | Jonas Rutsch             | 14°                      | 43                                | Mick van Dijke                    | 16°                               | 53                     | Sean Flynn             | 88°                    |
| 34                       | Georg Steinhauser        | NP3ª                     | 44                                | Tosh Van Der Sande                | 94°                               | 54                     | Tobias Lund Andresen   | 27°                    |
| 35                       | Michael Valgren          | 59°                      | 45                                | Attila Valter                     | 4°                                | 55                     | Lorenzo Milesi         | 13°                    |
| 36                       | Marijn van den Berg      | 17°                      | 46                                | Tim van Dijke                     | 82°                               | 56                     | Kevin Vermaerke        | 37°                    |
| Trek-Segafredo           | Trek-Segafredo           | Trek-Segafredo           | Intermarché-Circus-Wanty          | Intermarché-Circus-Wanty          | Intermarché-Circus-Wanty          | Uno-X Pro Cycling Team | Uno-X Pro Cycling Team | Uno-X Pro Cycling Team |
| N°                       | Ciclista                 | Clas.                    | N°                                | Ciclista                          | Clas.                             | N°                     | Ciclista               | Clas.                  |
| 61                       | Markus Hoelgaard         | 61°                      | 71                                | Dries De Pooter                   | 91°                               | 81                     | Alexander Kristoff     | 80°                    |
| 62                       | Asbjørn Hellemose        | 60°                      | 72                                | Rune Herregodts                   | 6°                                | 82                     | Ådne Holter            | 7°                     |
| 63                       | Thibau Nys               | 3°                       | 73                                | Madis Mihkels                     | 30°                               | 83                     | Anders Johannessen     | 84°                    |
| 64                       | Jasper Stuyven           | 48°                      | 74                                | Tom Paquot                        | 95°                               | 84                     | Tobias Johannessen     | 9°                     |
| 65                       | Edward Theuns            | 98°                      | 75                                | Adrien Petit                      | 100°                              | 85                     | Martin Urianstad       | 79°                    |
| 66                       | Mathias Vacek            | 8°                       | 76                                | Mike Teunissen                    | 19°                               | 86                     | Rasmus Tiller          | 29°                    |
| Caja Rural-Seguros RGA   | Caja Rural-Seguros RGA   | Caja Rural-Seguros RGA   | Green Project-BardianiCSF-Faizanè | Green Project-BardianiCSF-Faizanè | Green Project-BardianiCSF-Faizanè | Human Powered Health   | Human Powered Health   | Human Powered Health   |
| N°                       | Ciclista                 | Clas.                    | N°                                | Ciclista                          | Clas.                             | N°                     | Ciclista               | Clas.                  |
| 91                       | Julen Amezqueta          | 41°                      | 101                               | Luca Colnaghi                     | 54°                               | 111                    | Kristian Aasvold       | 45°                    |
| 92                       | Jefferson Cepeda         | 42°                      | 102                               | Riccardo Lucca                    | 96°                               | 112                    | Stephen Bassett        | 55°                    |
| 93                       | Calum Johnston           | 74°                      | 103                               | Luca Rastelli                     | 70°                               | 113                    | August Jensen          | 56°                    |
| 94                       | Joel Nicolau             | 101°                     | 104                               | Manuele Tarozzi                   | 75°                               | 114                    | Bart Lemmen            | 21°                    |
| 95                       | Fernando Barceló         | 58°                      | 105                               | Alex Tolio                        | 40°                               | 115                    | Sebastian Schönberger  | 36°                    |
| 96                       | Eduard Prades            | 32°                      | 106                               | Enrico Zanoncello                 | 102°                              | 116                    | Chad Haga              | 106°                   |
| Q36.5 Pro Cycling Team   | Q36.5 Pro Cycling Team   | Q36.5 Pro Cycling Team   | Team Flanders-Baloise             | Team Flanders-Baloise             | Team Flanders-Baloise             | Tudor Pro Cycling Team | Tudor Pro Cycling Team | Tudor Pro Cycling Team |
| N°                       | Ciclista                 | Clas.                    | N°                                | Ciclista                          | Clas.                             | N°                     | Ciclista               | Clas.                  |
| 121                      | Carl Fredrik Hagen       | 18°                      | 131                               | Arno Claeys                       | 78°                               | 141                    | Jacob Eriksson         | 47°                    |
| 122                      | Walter Calzoni           | 46°                      | 132                               | Vincent Van Hemelen               | 85°                               | 142                    | Lucas Eriksson         | 22°                    |
| 123                      | Alessandro Fedeli        | 31°                      | 133                               | Vito Braet                        | 24°                               | 143                    | Alexander Kamp         | 5°                     |
| 124                      | Tobias Ludvigsson        | 44°                      | 134                               | Aaron Van Poucke                  | R 2ª                              | 144                    | Robin Froidevaux       | 53°                    |
| 125                      | Kamil Małecki            | 90°                      | 135                               | Elias Maris                       | 51°                               | 145                    | Arthur Kluckers        | 52°                    |
| 126                      | Nickolas Zukowsky        | 34°                      |                                   |                                   |                                   | 146                    | Roland Thalmann        | 73°                    |
| Leopard TOGT Pro Cycling | Leopard TOGT Pro Cycling | Leopard TOGT Pro Cycling | Saint Piran                       | Saint Piran                       | Saint Piran                       | Team Coop–Repsol       | Team Coop–Repsol       | Team Coop–Repsol       |
| N°                       | Ciclista                 | Clas.                    | N°                                | Ciclista                          | Clas.                             | N°                     | Ciclista               | Clas.                  |
| 151                      | Mathias Bregnhøj         | 62°                      | 161                               | Harry Birchill                    | 89°                               | 171                    | Håkon Aalrust          | 97°                    |
| 152                      | Miguel Heidemann         | 67°                      | 162                               | Zeb Kyffin                        | 76°                               | 172                    | Cedrik Christophersen  | 33°                    |
| 153                      | Oliver Knudsen           | 68°                      | 163                               | Alexandar Richardson              | NP3ª                              | 173                    | André Drege            | 66°                    |
| 154                      | Robin Juel Skivild       | 57°                      | 164                               | Bradley Symonds                   | 87°                               | 174                    | Kalle Kvam             | 105°                   |
| 155                      | K. Viberg Søgaard        | 103°                     | 165                               | Jack Rootkin-Gray                 | NP3ª                              | 175                    | Eirik Lunder           | 107°                   |
| 156                      | Nick van der Lijke       | 25°                      | 166                               | William Tidball                   | 93°                               | 176                    | Magnus Wæhre           | 71°                    |
| Selezione norvegese      |                          |                          |                                   |                                   |                                   |                        |                        |                        |
| N°                       | Ciclista                 | Clas.                    |                                   |                                   |                                   |                        |                        |                        |
| 181                      | Eirik Vang Aas           | 104°                     |                                   |                                   |                                   |                        |                        |                        |
| 182                      | Trym Brennsæter          | 38°                      |                                   |                                   |                                   |                        |                        |                        |
| 183                      | S. Evertsen-Hegreberg    | 86°                      |                                   |                                   |                                   |                        |                        |                        |
| 184                      | Ludvik Holstad           | 92°                      |                                   |                                   |                                   |                        |                        |                        |
| 185                      | Torbjørn Andre Røed      | 69°                      |                                   |                                   |                                   |                        |                        |                        |
| 186                      | Halvor Dolven            | 72°                      |                                   |                                   |                                   |                        |                        |                        |